# Иностранный язык
Иностранный язык — это язык, на котором говорят жители другой для индивида страны. Это также и язык, на котором не говорят в стране происхождения индивида, например, носитель английского, живущий в Испании, может сказать, что испанский язык — это иностранный язык для него или её. Этими двумя характеристиками не исчерпываются возможные определения, однако, и собственно термин иногда применяется таким образом, что возможны его разночтения.
Английский (1,5 миллиарда изучающих), французский (82 млн изучающих) и китайский (30 млн изучающих) — три наиболее часто изучаемых иностранных языка.
Некоторые дети говорят больше, чем на одном языке, с самого раннего возраста: они являются двуязычными или многоязычными. Эти дети имеют несколько родных языков. Так, ребёнок, изучающий английский язык от своего английского отца и ирландский в ирландской школе, может говорить на английском и ирландском, но ни один из них — не иностранный язык для него. Такое явление распространено в таких странах, как Индия, Южная Африка или Канада из-за наличия нескольких официальных языков в них.
В общем, считается, что дети имеют преимущество изучения иностранного языка по сравнению со взрослыми. Однако, есть исследования, которые показали, что взрослым легче изучать иностранный язык, чем детям. Это происходит потому, что у взрослых уже существуют знания о том, как устроена грамматика, и более развита способность запоминания лексики.

## Обучение иностранному языку
В большинстве школ по всему миру учат хотя бы один иностранный язык, также в большинстве колледжей и вузов требуют знание иностранных языков. К 1998 году почти все учащиеся в Европе изучали хотя бы один иностранный язык, как часть их обязательного образования, за исключением Ирландии, где начальные и средние школьники изучают ирландский и английский, но ни один не считается иностранным языком (хотя ирландские школьники изучают третий европейский язык). В среднем по Европе, в начале обучения иностранному языку учащиеся занимаются три-четыре часа в неделю. Обязательные занятия по иностранному языку обычно начинаются в конце начальной школы или начале средней школы. В Люксембурге, Норвегии и Мальте, однако, первый иностранный язык изучается в возрасте до шести лет, а во Фландрии — в возрасте 10 лет. В Уэльсе, всех детей учат валлийскому языку с первого года начальной школы. Валлийский язык также является обязательным до 16-летнего возраста, хотя формальная аттестация не обязательна.
В некоторых странах, у учащихся проводятся уроки полностью на иностранном языке: например, более половины европейских стран с языком меньшинства/региональным языком применяют метод частичного погружения в язык, чтобы учить как на языке меньшинства, так и на государственном языке. Этот метод также широко применяется в Канаде, где англоязычные студенты получают большую часть своих уроков на французском языке.
Несмотря на высокий уровень преподавания иностранных языков в школах, количество взрослых, утверждающих, что они могут говорить на иностранном языке, как правило, ниже, чем можно было ожидать. Особенно это касается носителей английского языка: в 2004 году британский опрос показал, что лишь один из 10 британских работников может говорить на иностранном языке и менее 5 % могут считать до 20 на иностранном языке. В 2001 году Европейской комиссией было показано, что 65,9 % британцев говорили только на своём родном языке.
Статья из The Atlantic утверждает, что только 1 процент взрослого американского населения считают себя продвинутыми носителями иностранного языка. Это резко контрастирует со многими другими странами, где этот процент гораздо выше. Несмотря на множество преимуществ, которые приходят с изучением иностранного языка, школы США продолжают сокращать часы иностранного языка из своих бюджетов.